# Drešaj
Drešaj este un sat din municipiul Podgorica, Muntenegru. Conform datelor de la recensământul din 2003, localitatea are 142 de locuitori (la recensământul din 1991 erau 175 de locuitori).

## Demografie
În satul Drešaj locuiesc 86 de persoane adulte, iar vârsta medie a populației este de 29,4 de ani (27,4 la bărbați și 31,5 la femei). În localitate sunt 27 de gospodării, iar numărul mediu de membri în gospodărie este de 5,26.
|  |

| Demografie | Demografie | Demografie |
| An         | Locuitori  | Locuitori  |
| ---------- | ---------- | ---------- |
|            |            |            |
|            |            |            |
|            |            |            |
|            |            |            |
| 1948       | 33         |            |
| 1953       | 45         |            |
| 1961       | 63         |            |
| 1971       | 111        |            |
| 1981       | 133        |            |
| 1991       | 175        | 137        |
| 2003       | 159        | 142        |

| \| Componența etnică conform recensământului din 2003[2] \| Componența etnică conform recensământului din 2003[2] \| Componența etnică conform recensământului din 2003[2] \| Componența etnică conform recensământului din 2003[2] \| Componența etnică conform recensământului din 2003[2] \| \| ----------------------------------------------------- \| ----------------------------------------------------- \| ----------------------------------------------------- \| ----------------------------------------------------- \| ----------------------------------------------------- \| \| \| \| \| \| \| \| Albanezi \| Albanezi \| \| 140 \| 98,59% \| \| necunoscută \| necunoscută \| \| 2 \| 1,4% \| |             |  |     |        |
| Componența etnică conform recensământului din 2003 |             |  |     |        |
| |             |  |     |        |
| Albanezi | Albanezi    |  | 140 | 98,59% |
| necunoscută | necunoscută |  | 2   | 1,4%   |